# 圣洛朗德干邑
圣洛朗德干邑（法語：Saint-Laurent-de-Cognac，法語發音：[sɛ̃ loʁɑ̃ də kɔɲak]，意为“干邑的圣洛朗德”）是法国夏朗德省的一个市镇，位于该省西部，属于干邑区。

## 地理
圣洛朗德干邑（45°41'48"N, 0°24'30"W）面积10.87 平方千米，位于法国新阿基坦大区夏朗德省，该省份为法国西部内陆省份，北起德塞夫勒省和维埃纳省，东临上维埃纳省，东南至多尔多涅省，南至多爾多涅省，西接滨海夏朗德省。
与圣洛朗德干邑接壤的市镇（或旧市镇、城区）包括：科尼亚克、雅夫勒扎克、卢扎克-圣安德烈、梅尔潘、谢拉克、夏朗德河畔萨利尼亚克。
圣洛朗德干邑的时区为UTC+01:00、UTC+02:00（夏令时）。

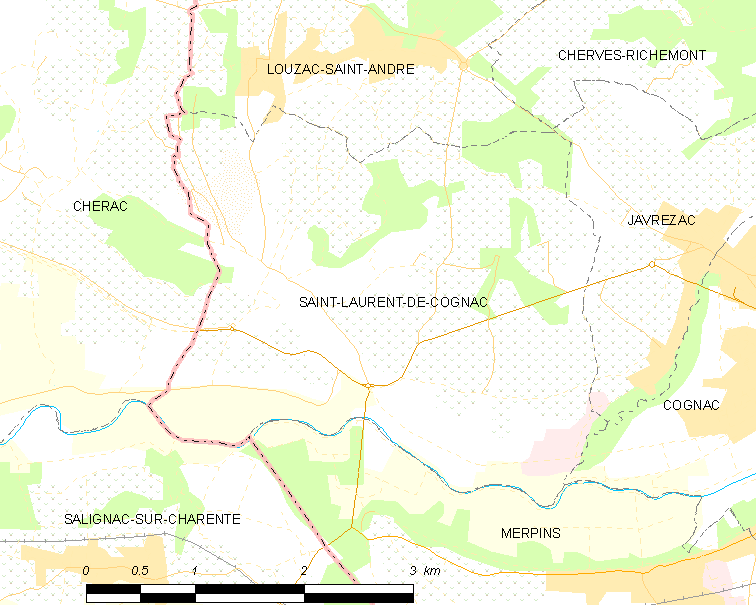
圣洛朗德干邑的OSM定位图

## 行政
圣洛朗德干邑的邮政编码为16100，INSEE市镇编码为16330。

## 政治
圣洛朗德干邑所属的省级选区为干邑第二县。

## 人口

1962-2008年间圣洛朗德干邑人口变化图示

圣洛朗德干邑于2022年1月1日时的人口数量为832人。